# マーヴ・グリフィン
マーヴ・グリフィン（Merv Griffin, 1925年7月6日 - 2007年8月12日）は、アメリカの俳優、司会者。フルネームはマーヴィン・エドワード・グリフィン・ジュニア（Mervyn Edward Griffin, Jr.）といい、愛称の「マーヴ・グリフィン」で呼ばれた。おじのクラレンス・グリフィン（1888年 - 1973年）はテニス選手で、国際テニス殿堂入りしたほどの名選手であった。
カリフォルニア州サンマテオ出身。19歳の頃にKFRCラジオの歌手としてデビュー。当時は太すぎる体格だった彼は、1953年の映画『So This Is Love』でキャスリン・グレイソンと口を開けたキスをする。映画に口を開けたキスシーンが登場したのは、1934年にヘイズ・コードが導入されて以降初の出来事であった。
1950年代からクイズ番組の司会に抜擢される。『プレイ・ユア・ハンチ』（Play Your Hunch）で、1958年から4年間司会を務めた。さらにトーク番組「マーヴ・グリフィン・ショー」の司会、ジョパディ!、ホイール・オブ・フォーチュンの番組製作会社「マーヴ・グリフィン・エンタープライズ」を設立し、番組の製作総指揮を務めた。同社はコカ・コーラに売却され、現在はソニー・ピクチャーズ テレビジョンの傘下である。のちにマーヴ・グリフィン・エンターテイメントを設立した。
グリフィンは実業家としても、ホテル経営、競走馬のオーナーなど多くの事業に携わった。
2007年8月12日、前立腺癌のためロサンゼルスで死去。82年の生涯だった。